# Głodówka w kościele św. Marcina w Warszawie

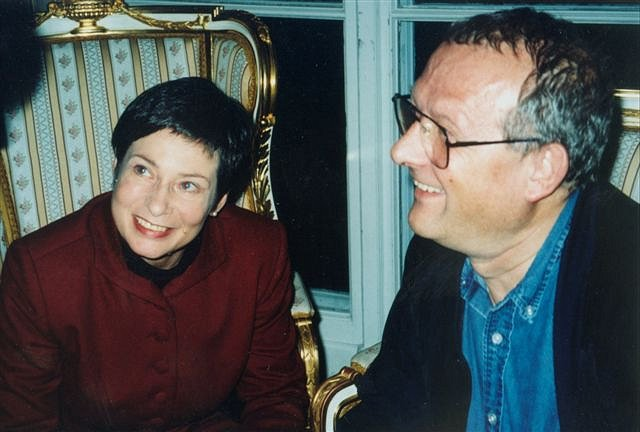
Uczestniczka głodówki Barbara Toruńczyk z Adamem Michnikiem, jednym z więzionych wówczas działaczy KOR-u

Głodówka w kościele św. Marcina w Warszawie – protest solidarnościowy działaczy polskiej opozycji demokratycznej trwający od 24 do 31 maja 1977, który odbywał się w warszawskim kościele św. Marcina. Była to pierwsza głodówka protestacyjna zainicjowana przez środowisko Komitetu Obrony Robotników.

## Geneza i przebieg
Protest planowany był już od kwietnia 1977 jako reakcja na dalsze przetrzymywanie w więzieniu kilkunastu uczestników wydarzeń z czerwca 1976, których nie uwolniono pomimo amnestii z lutego 1977. W miesiącu tym nadal w izolacji więziennej przebywało pięć osób, tj. Zygmunt Zaborowski (skazany na karę 10 lat pozbawienia wolności), Czesław Chomicki i Wacław Skrzypek (skazani na kary po 9 lat pozbawienia wolności), Marek Majewski i Adam Żukowski (skazani na kary po 3 lata pozbawienia wolności). Jeden z więźniów, Czesław Chomicki, rozpoczął głodówkę w dniu 16 lutego 1977 w stugodzinnych turach. W środowisku KOR-u dyskutowano nad różnymi formami protestu. Ostatecznie zdecydowano się jednak na głodówkę solidarnościową, za którą optowali przede wszystkim Bogusława Blajfer, Jacek Kuroń i Antoni Macierewicz. Wśród lokalizacji rozważano warszawskie kościoły św. Krzyża, św. Anny i św. Aleksandra, jakkolwiek nie konsultowano tego z wyższymi władzami kościelnymi. W pierwszej połowie maja 1977 jako miejsce protestu wybrano ostatecznie kościół św. Marcina, którego rektorem był zaprzyjaźniony z wieloma opozycjonistami i współpracujący z warszawskim Klubem Inteligencji Katolickiej ksiądz Bronisław Dembowski.
Jednocześnie dochodziło do dalszego nasilania się wobec opozycjonistów represji. 7 maja 1977 znaleziono zwłoki współpracującego z KOR-em krakowskiego studenta Stanisława Pyjasa. Pomiędzy 14 a 19 maja aresztowano działaczy i współpracowników komitetu, wśród których znaleźli się Wojciech Arkuszewski, Seweryn Blumsztajn, Mirosław Chojecki, Jacek Kuroń, Jan Józef Lipski, Jan Lityński, Antoni Macierewicz, Adam Michnik, Piotr Naimski, Hanna Ostrowska i Wojciech Ostrowski. Przedstawiono im zarzuty „kontaktowania się z obcą organizacją w celu działania na szkodę PRL oraz rozpowszechniania fałszywych informacji mogących zaszkodzić PRL”. Niektórzy z nich (Mirosław Chojecki, Jacek Kuroń, Antoni Macierewicz i Seweryn Blumsztajn) mieli uczestniczyć w planowanej głodówce.
W związku z tym, że Czesław Chomicki poinformował swoją żonę o planowanym zaostrzeniu swojego protestu od 25 maja 1977 (miał głodować w turach dwustugodzinnych), na ten sam dzień zaplanowano rozpoczęcie głodówki. Głodówka rozpoczęła się faktycznie już 24 maja 1977 w godzinach wieczornych, gdyż obawiano się, że 25 maja funkcjonariusze milicji uniemożliwią protestującym wejście do kościoła. Rozpoczęli ją Bogusława Blajfer, Bohdan Cywiński (który w związku z tym podał się do dymisji z funkcji redaktora naczelnego „Znaku”), Jerzy Geresz, Aleksander Hauke-Ligowski, Barbara Toruńczyk i Henryk Wujec. 25 maja w godzinach rannych dołączyły do nich przybyłe z Radomia Danuta Chomicka i Lucyna Chomicka (żona i siostra Czesława Chomickiego), a jako kolejni Eugeniusz Kloc i Ozjasz Szechter (25 maja wieczorem), Joanna Szczęsna (26 maja), Stanisław Barańczak, Zenon Pałka i Kazimierz Świtoń (27 maja). Ten ostatni o głodówce dowiedział się z Radia Wolna Europa. 28 maja głodówkę w więzieniu mokotowskim rozpoczął także w geście solidarności aresztowany członek KOR-u Jan Józef Lipski. Mężem zaufania protestujących i ich rzecznikiem był od początku Tadeusz Mazowiecki, który codziennie odwiedzał kościół, a w swoim mieszkaniu urządzał nieformalne konferencje prasowe.
W oświadczeniu przygotowanym przez Bohdana Cywińskiego, Aleksandra Hauke-Ligowskiego i Tadeusza Mazowieckiego głodujący apelowali o uwolnienie robotników skazanych za protesty czerwcowe oraz aresztowanych osób zaangażowanych w pomoc skazanym i ich rodzinom, a także, wskazując na nieskuteczność dotychczasowych apeli, informowali o podjęciu siedmiodniowej głodówki jako formy walki o sprawiedliwość i godność człowieka bez użycia przemocy. Oświadczenie to Tadeusz Mazowiecki przekazał w oryginale Radzie Państwa, a w odpisach Episkopatowi Polski, Polskiej Agencji Prasowej oraz dziennikarzom krajowym i zagranicznym.
Władze PRL nie zdecydowały się na jakąkolwiek akcję uniemożliwiającą protest. Jedynie w oficjalnej prasie warszawskiej ukazały się krytyczne artykuły, w których próbowano podważyć intencje głodujących (m.in. Ekshibicjonizm polityczny Dominika Horodyńskiego w „Trybunie Ludu”, Mistyfikacja i boczne wyjście Anny Kłodzińskiej w „Życiu Warszawy”).
Głodówka w kościele św. Marcina nie była jedyną inicjatywą w obronie więzionych. Do władz PRL napływały listy protestacyjne z żądaniami uwolnienia więzionych, rozpoczęło działalność Biuro Interwencyjne KOR. Pojawiały się także naciski poza granicami kraju – listy protestacyjne podpisali m.in. intelektualiści amerykańscy, niemieccy, francuscy, włoscy, szwajcarscy, a także brytyjscy i amerykańscy politycy. Miała miejsce okupacja siedziby LOT w Genewie, przekazanie Komisji Obrony Praw Człowieka ONZ listu Jana Józefa Lipskiego. Ostatecznie pod presją wewnętrzną i zewnętrzną Rada Państwa 19 lipca 1977 wydała dekret o amnestii, w rezultacie 23 lipca tegoż roku zwolniono ostatnich osadzonych.
Środowisko KOR-u (działającego po przekształceniu jako Komitet Samoobrony Społecznej KOR) jeszcze dwukrotnie (przy wsparciu innych grup opozycyjnych) organizowało solidarnościowe protesty głodowe – w dniach od 3 do 10 października 1979 w kościele Świętego Krzyża w Warszawie oraz w dniach od 7 do 17 maja 1980 w kościele św. Krzysztofa w Podkowie Leśnej. Oba zainicjowano w intencji uwolnienia więzionych opozycjonistów.